# Onoba laticingulata
Onoba laticingulata is een slakkensoort uit de familie van de Rissoidae. De wetenschappelijke naam van de soort is voor het eerst geldig gepubliceerd in 1978 door Golikov & Kussakin.